# Iomys
Iomys ist eine in Südostasien verbreitete Gattung der Gleithörnchen mit zwei Arten.

## Merkmale
Das Horsfield-Gleithörnchen ist die wesentlich weiter verbreitete und bekanntere Art. Es ist auch als Javanisches Gleithörnchen bekannt, was aber dem Umfang seines Verbreitungsgebiets nicht gerecht wird. Sein Fell ist oberseits rotbraun und unterseits gräulich gefärbt. Manchmal hat die Bauchregion einen orangefarbenen Schimmer. Die Kopfrumpflänge beträgt 20 cm, hinzu kommen 18 cm Schwanz. Dagegen ist das Mentawai-Gleithörnchen auf zwei der Mentawai-Inseln, die der Küste Sumatras vorgelagert sind, beschränkt. Wegen seines kleinen Verbreitungsgebiets wird es von der IUCN im Status gefährdet geführt.
Als gattungstypische Merkmale definierte Oldfield Thomas bei der Etablierung der Gattung im Jahr 1908 vor allem die gattungstypische Form der oberen Molaren sowie dem Fehlen des oberen kleinen Prämolaren p3 und die deutlich abgeflachten Bullae tympanicae.

## Verbreitung

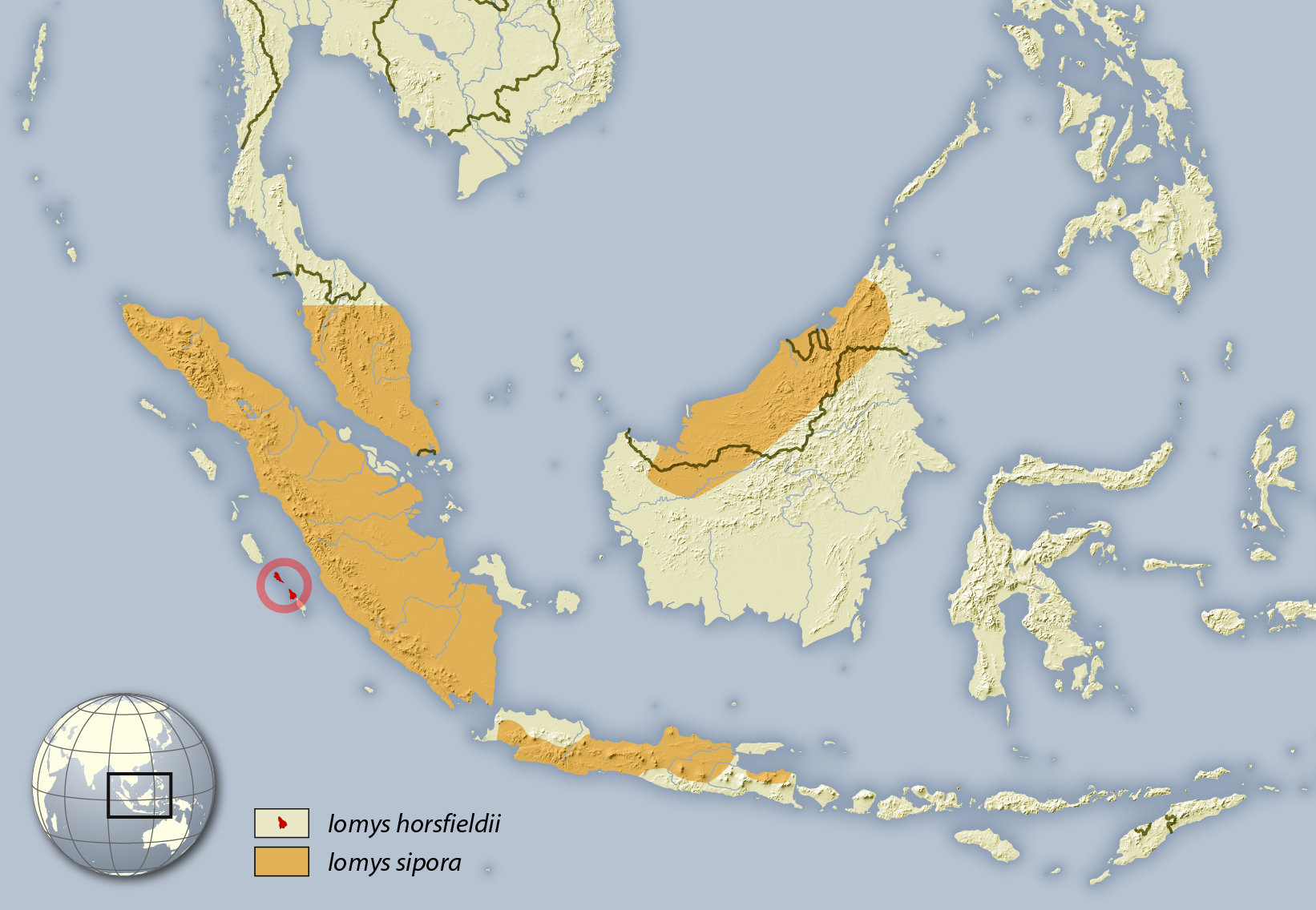
Verbreitungsgebiete der Iomys-Arten

Während das Horsfield-Gleithörnchen in Südostasien von der malaiischen Halbinsel über mehrere Inseln Malaysias und Indonesiens wie Sumatra und Java verbreitet ist, kommt das Mentawai-Gleithörnchen nur auf den zu Indonesien gehörenden Mentawai-Inseln südwestlich von Sumatra vor und ist dort auf die beiden Inseln Sipora und Nordpagai begrenzt.

## Systematik
Die Gattung Iomys wurde 1908 durch den britischen Zoologen Oldfield Thomas erstmals beschrieben und etabliert. Sie entstand bei einer Aufteilung der Gattung Sciuropterus, die später mit Pteromys synonymisiert wurde, in mehrere neue Gattungen. Thomas nutzte dabei zur Abgrenzung von Iomys gegenüber den anderen Gattungen vor allem verschiedene Zahnmerkmale. Als nomenklatorischer Typus diente das Horsfield-Gleithörnchen (Iomys horsfieldii) und als weitere Arten der Gattung führte er I. thomsoni und I. davisoni an, die beide heute als Unterarten des Horsfield-Gleithörnchen betrachtet werden.
Die folgenden beiden Arten werden aktuell der Gattung Iomys zugeordnet:
- Horsfield-Gleithörnchen (Iomys horsfieldii); (Waterhouse, 1838), Malaiische Halbinsel, Java, Sumatra, Borneo
- Mentawai-Gleithörnchen (Iomys sipora); Chasen & Kloss, 1928, Mentawai-Inseln

## Belege
1. 1 2  Oldfield Thomas: The genera and subgenera of the Sciuropterus Group, with descriptions of three new species. Annals and Magazine of Natural History 1, 1908; S. 1–8. (Digitalisat).
2. ↑  J.L. Koprowski, E.A. Goldstein, K.R. Bennett, C. Pereira Mendes: Genus Iomys. In: Don E. Wilson, T.E. Lacher, Jr., Russell A. Mittermeier (Hrsg.): Handbook of the Mammals of the World: Lagomorphs and Rodents 1. (HMW, Band 6) Lynx Edicions, Barcelona 2016, ISBN 978-84-941892-3-4, S. 761.